# قلج (سيف)
سيف القلج (باللغة التركية: kılıç. وتعني حرفيا سيف)  هو نوع من السيف ذو اليد الواحدة، ذو الحافة الواحدة والمنحنى الذي تستخدمه الدولة السلجوقية، والدولة التيمورية، والمماليك، والدولة العثمانية والخانات التركية الأخرى في السهوب الأوراسية وتركستان . تم تطوير هذه الشفرات من السيوف التركية المغولية السابقة التي كانت مستخدمة في الأراضي التي تسيطر عليها أو تتأثر بالشعوب التركية.

## التاريخ

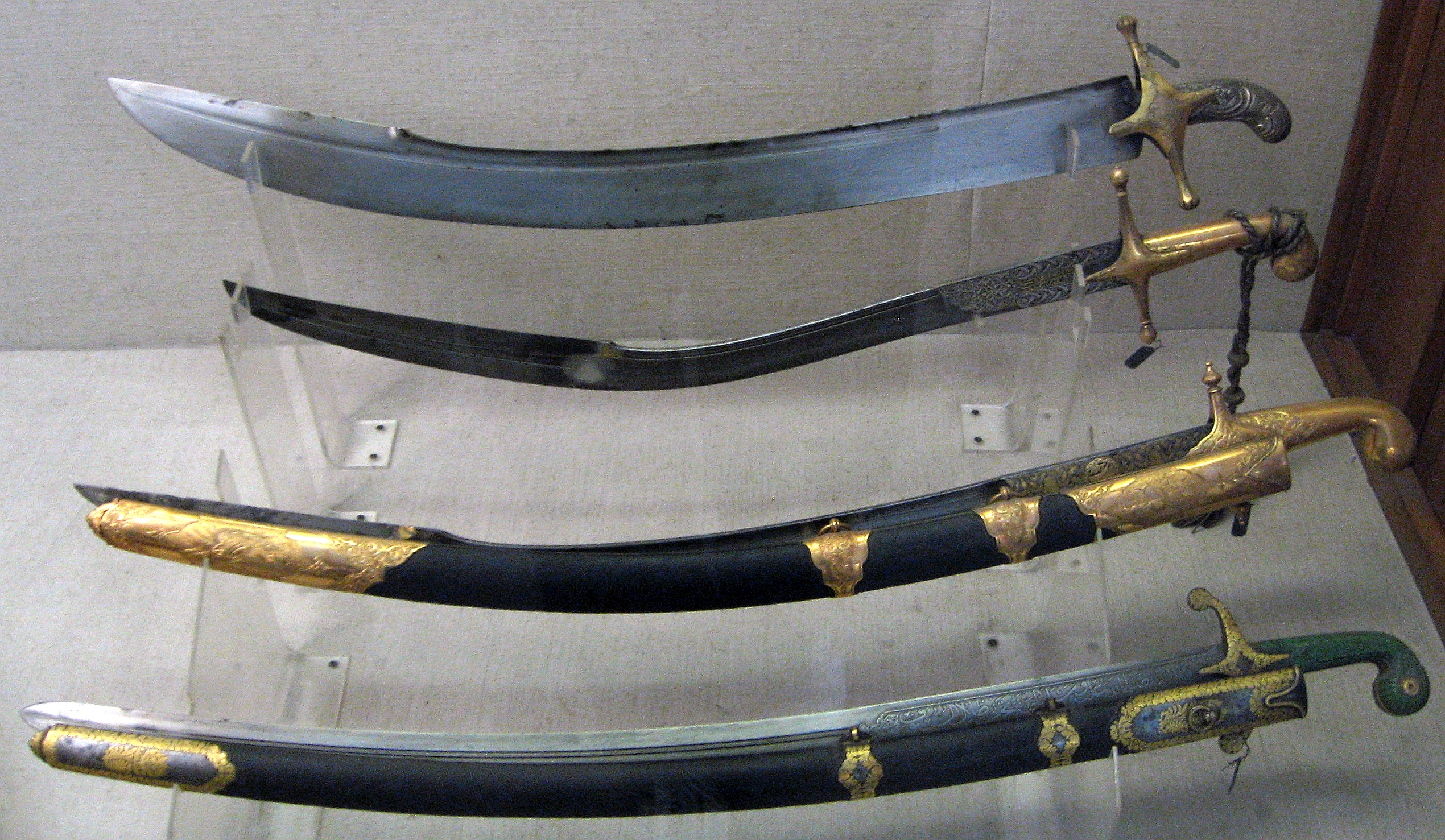
صورة لمجموعة من سيوف القلج في مستودع الأسلحة الإمبراطوري، توبكابي، إسطنبول. ويبدو أن السيف العلوي عبارة عن قطعة استعراضية مبالغ فيها أو سيف جلاد، أما السيف الثاني فهو نموذجي للكيليج اللاحق، والثالث له خصائص كيليج سابق، وربما يحتوي السيف الأدنى على نصل على الطراز الأوروبي لاحقًا.

### أصل الكلمة
يعتقد معظم علماء الأتراك واللغويين ، بما في ذلك بيكان إرسيلاسون وسيفان نيشانيان، أنها مشتقة من الجذر التركي kıl- الذي يعني "الصياغة" أو "الحداد"، مع اللاحقة التصغيرية -ıç التي تخلق kıl-ıç (تقريبًا "أعمال الحديد" ، أي "السيف"). كما تم أيضًا تسجيل أحد أقدم الإشارات للكلمة باسم kılıç ( altun kurugsakımın kılıçın kesipen ، وهي عبارة تركية قديمة من نقوش أورخون التي أقيمت عام 735 م) في عصر الخاقانية التركية .، بدلاً من الشكل التركي القديم المعاد بناؤه من kırınç .  ومع ذلك، وفقًا لجمعية اللغة التركية ، فإن جذر الفعل التركي kır- الذي يعني "يقتل"  مع اللاحقة -inç يجعل kır-ınç (أداة للقتل) يصبح kılınç ، ثم kılıç ، وهو ما يبدو أنه ليس كذلك. بناءً على الأشكال الأقدم للكلمة.
وأصبح القلج رمزا للقوة والمملكة. على سبيل المثال، حمل الحكام السلاجقة اسم قلج أرسلان ( kılıç-arslan ) ويعني "الأسد-السيف".

### أصول
بدأ أتراك آسيا الوسطى وفروعهم في استخدام سيوف الفرسان المنحنية بدءًا من أواخر فترة شيونغنو .  يمكن العثور على أقدم نسخ للسيوف التركية المنحنية ذات الحد الواحد المرتبطة بإمبراطوريتي شيونغنو وكوك تورك المتأخرتين .  كانت هذه السيوف مصنوعة من فولاذ بوتقة ملحوم عالي الكربون، وعادةً ما تكون ذات شفرات طويلة منحنية قليلاً مع حافة حادة واحدة. تم تقديم حافة خلفية حادة في الثلث البعيد للشفرة المعروفة باسم يلمان أو يلمان خلال هذه الفترة.

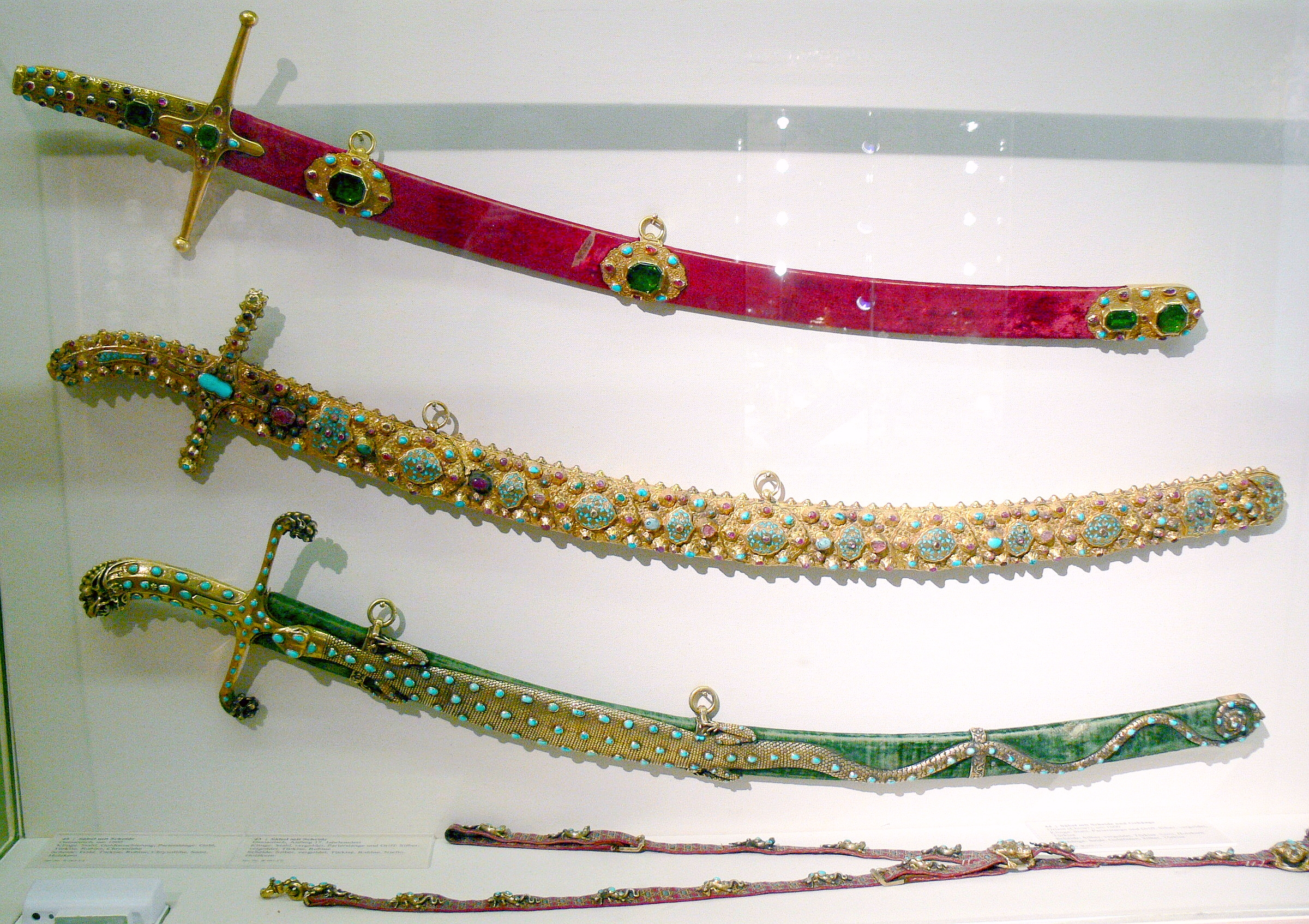
فيينا، خزانة النظام الألماني. السيوف العثمانية (القرن السابع عشر)

في أوائل العصور الوسطى، تواصل الشعب التركي في آسيا الوسطى مع حضارات الشرق الأوسط من خلال عقيدتهم الإسلامية المشتركة. قدم غلمان الاتراك الذين خدموا في ظل الخلافة الأموية والعباسية سيوفًا من نوع القلج إلى جميع ثقافات الشرق الأوسط الأخرى. في السابق، استخدم العرب والفرس السيوف ذات النصل المستقيم مثل الأنواع السابقة من السيف العربي والتكوبا والكسارة.
أثناء أسلمة الأتراك، أصبح القلج أكثر شعبية في الجيوش الإسلامية. عندما غزت الإمبراطورية السلجوقية بلاد فارس وأصبحت أول قوة سياسية إسلامية تركية في غرب آسيا، أصبح القلج هو شكل السيف السائد. تم إنشاء الشمشير الإيراني (الفارسي) خلال فترة الإمبراطورية السلجوقية التركية في إيران/بلاد فارس.

### تطور القلج العثماني
بدأ القلج كنوع محدد من السيوف المرتبطة بالأتراك العثمانيين في الظهور تاريخيًا منذ منتصف القرن الخامس عشر. يُنسب أحد أقدم الأمثلة المعروفة إلى أوزبك خان ، خاقان القبيلة الذهبية ، من أوائل القرن الرابع عشر، وهو معروض حاليًا في متحف الإرميتاج في سانت بطرسبرغ.  أقدم الأمثلة الباقية تحتوي على شفرة طويلة تنحني قليلاً من المقبض وبقوة أكبر في النصف البعيد. يظل عرض النصل ضيقًا (مع استدقاق طفيف) حتى آخر 30% من طوله، وعند هذه النقطة يتسع ويصبح أوسع. يسمى هذا الطرف المتوهج المميز يالمان"الحافة الزائفة"، وهي تضيف بشكل كبير إلى قوة القطع للسيف. كانت السيوف العثمانية في القرنين التاليين غالبًا من النوع السلجوقي، على الرغم من العثور أيضًا على شكل القلج الأصلي؛ تم تجهيز الشفرات الإيرانية (التي لم يكن بها اليلمان ) بمقابض عثمانية. تحتوي هذه المقابض عادةً على ريشات أطول قليلاً للحارس، والتي كانت عادةً من النحاس أو الفضة، ولها نهاية مستديرة للقبضة، وعادةً ما تكون مصنوعة من القرن، على عكس تلك التي تظهر في السيوف الإيرانية (عادةً ما كانت السيوف الإيرانية تحتوي على حراس حديديين وتنتهي القبضة). على شكل خطاف غالبًا مع غلاف معدني). أجود أنواع الفولاذ الدمشقي والووتس الميكانيكي غالبًا ما كانت تستخدم في صنع هذه السيوف. في الفترة الكلاسيكية للإمبراطورية العثمانية، أصبحت مناطق بورصة ودمشق ودربنت أشهر مراكز صناعة السيوف في الإمبراطورية. أصبحت الشفرات التركية عنصر تصدير رئيسي إلى أوروبا وآسيا.
في أواخر القرن الثامن عشر، على الرغم من استمرار استخدام الشمشير، اخضع القلج لتطور: تم تقصير النصل، وأصبح أكثر انحناءًا بشكل حاد، وكان أوسع مع يالمان أعمق . بالإضافة إلى الطرف المتوهج، تحتوي هذه الشفرات على مقطع عرضي مميز "على شكل حرف T" في الجزء الخلفي من الشفرة. سمح ذلك بصلابة أكبر للشفرة دون زيادة الوزن. نظرًا لشكل طرف النصل وطبيعة انحناءه، يمكن استخدام القلج لإجراء الدفع؛ وفي هذا كان لها ميزة على الشمشير الذي لم يسمح انحناءه الشديد بالدفع.  يُشار أيضًا إلى بعض هذه القلج الأقصر باسم بالا ، ولكن لا يبدو أن هناك تمييزًا واضحًا في التسميات.
بعد حادثة ميمونة، تم تحديث الجيش التركي على الطراز الأوروبي وتم التخلي عن القلج لسلاح الفرسان من النوع الغربي والسيوف الصغيرة . أدى هذا التغيير وإدخال الفولاذ الأوروبي الصناعي إلى السوق العثمانية إلى تراجع كبير في صناعة السيوف التقليدية. استمر المدنيون في المقاطعات وميليشيات المقاطعات ( الزيبك في غرب الأناضول، والباشي بازوق في مقاطعات البلقان )، في حمل القلج المصنوع يدويًا كجزء من لباسهم التقليدي. في أواخر القرن التاسع عشر، قام حراس قصر السلطان عبد الحميد الثاني ، لواء أرطغرل، الذي كان يتألف من الأتراك البدوفي الأناضول، حملت القلج التقليدية كإحياء رومانسي قومي لمغيري سلاح الفرسان التركمان العثمانيين السابقين. واستمرت هذه المشاعر بعد خلع السلطان على يد حزب تركيا الفتاة القومي . كان سيف الضباط رفيعي المستوى في أوائل القرن العشرين عبارة عن مركب حديث من سيف القلج التقليدي و"المملوكي" وسيف الفرسان الأوروبي.

### استخدام أوروبا للقلج
كانت السيوف معروفة ومستخدمة في شرق أوروبا، وبدرجة أقل في وسط أوروبا منذ وقت الغزوات المجرية، بدءًا من القرن التاسع (انظر ما يسمى بسيف شارلمان ). ولكن بعد الغزو العثماني للبلقان، تعرفت الجيوش الأوروبية على القلج نفسه. أصبح الكيليج مشهورًا لأول مرة لدى دول البلقان وسلاح الفرسان المجري بعد القرن الخامس عشر. حوالي عام 1670، تم تطوير الكرابيلا (من الكلمة التركية كارابيلا: اللعنة السوداء)، على أساس السيوف الانكشارية قلج؛ أصبح شكل السيف الأكثر شعبية في الجيش البولندي. خلال القرنين السابع عشر والثامن عشر، انتشرت السيوف المنحنية التي تطورت من القلج التركي على نطاق واسع في جميع أنحاء أوروبا.
وقد ضمنت الهيمنة العثمانية التاريخية على المنطقة استخدام السيف من قبل الدول الأخرى، ولا سيما المماليك في مصر. أثناء ال الحروب النابليونية ، جلب الغزو الفرنسي لمصر انتباه الأوروبيين إلى هذه السيوف. أصبح هذا النوع من السيوف شائعًا جدًا بين ضباط سلاح الفرسان الخفيف، في كل من فرنسا وبريطانيا، وأصبح سيفًا عصريًا يرتديه كبار الضباط. في عام 1831، أصبح "المملوكي"، كما يُطلق عليه الآن السيف، نمطًا تنظيميًا للضباط البريطانيين ( نمط 1831 ، لا يزال قيد الاستخدام حتى اليوم). الانتصار الأمريكي على القوات المتمردة في قلعة طرابلس عام 1805 خلال حرب البربر الأولى مما أدى إلى تقديم نماذج مرصعة بالجواهر من هذه السيوف لكبار ضباط مشاة البحرية الأمريكية . لا يزال ضباط مشاة البحرية الأمريكية يستخدمون السيف ذو النمط المملوكي. على الرغم من أن الغربيين استخدموا بعض سيوف القلج التركية الأصلية، إلا أن معظم "السيوف المملوكية" تم تصنيعها في أوروبا. كانت مقابضها متشابهة جدًا في الشكل مع النموذج الأولي العثماني، لكن شفراتها، حتى عندما تم دمج اليلمان الموسع ، كانت تميل إلى أن تكون أطول وأضيق وأقل انحناءً من تلك الموجودة في القلج الحقيقي.

## أنظر أيضا
- ياتاجان
- بولوار
- تلوار
- شاشكا
- سيف مغولي تركي
- استوك
- ليويداو